# Grzegorz VI (patriarcha Konstantynopola)
Grzegorz VI, gr. Γρηγόριος ΣΤ΄, właściwie Georgios Furtuniadis, gr. Γεώργιος Φουρτουνιάδης (ur. 1 marca 1798 w Konstantynopolu, zm. 8 czerwca 1881 w Arnavutköy) – patriarcha Konstantynopola.

## Życiorys
W latach 1825–1833 metropolita Pelagonii, w latach 1833–1835 metropolita Seresu. W  latach 1835–1840 i 1867–1871 patriarcha Konstantynopola.